# Pierre François (football)
Pour les articles homonymes, voir Pierre François et François.
Pierre François est un ancien avocat et un directeur de football belge. De 2003 à 2012, il était le directeur général du Standard de Liège. Depuis 2015, il est le directeur général de la Pro League.

## Biographie
En 1978, Pierre François devient avocat au barreau de Liège. Plus tard, il enseigne à l'université. En tant qu'avocat, il a été à plusieurs reprises en contact avec le Standard de Liège. Il a défendu les Rouches pendant 13 ans devant la cour avant d'être nommé Directeur général pour succéder à Alphonse Costantin. Il a pris officiellement ses fonctions le 1er janvier 2003. Il a défendu plusieurs joueurs qui ont dû comparaître devant la Commission des litiges de l'union belge de football.
Comme Lucien D'Onofrio, il a été un des hommes forts de l'administration du Standard de Liège. Le club, qui était dans un fossé à la fois sportif et financier, est remonté au sommet du football belge en l'espace de quelques années[réf. nécessaire]. Le Standard a été champion en 2008 et 2009 et a également remporté la Coupe de Belgique deux ans plus tard. En 2011, Lucien D'Onofrio quitte le club et Roland Duchâtelet en devient le président. Il a d'abord été un des rares survivants[style à revoir] de l'ancienne administration mais il est renvoyé en juin 2012. Durant l'ère Duchâtelet, le poste de directeur général est supprimé. 
Ensuite, il est devenu auditeur et conseiller pour le club suisse de Lausanne.
En juin 2013, il est devenu membre du conseil dans le club de deuxième division belge du White Star. En décembre 2013, il quitte déjà le club.
Quelques mois plus tard, il est devenu le directeur général du RAEC Mons. Cependant, en février 2015, le club hennuyer est déclaré en faillite.
En avril 2015, il devient le nouvel administrateur-délégué de la Pro League et en démissionne en janvier 2022.